# Vindula lando
Vindula lando är en fjärilsart som beskrevs av Hans Fruhstorfer 1912. Vindula lando ingår i släktet Vindula och familjen praktfjärilar. Inga underarter finns listade i Catalogue of Life.